# Wynyardiidae
Die Wynyardiidae sind eine Familie primitiver Vertreter der Vombatimorphia.

## Merkmale
Mitglieder der Familie Wynyardiidae weisen vor allem Gemeinsamkeiten bei der Bezahnung auf, so semilophodonte Molaren, vergrößerte untere Schneidezähne, verlängerte dritte Prämolaren und die Zahnformel I1–3/1, C1/0, P3/3, M1–4/1–4.

## Systematik
Die Familie Wynyardiidae, die primitive Gattungen der Vombatimorphia enthält, ist unter Umständen keine monophyletische Familie. Sie wird als primitive Schwestergruppe aller anderen Familien der Vombatimorphia angesehen. Die Familie Wynyardiidae beinhaltet drei Gattungen mit jeweils einer Art. Diese sind Muramura williamsi Pledge, 1987c aus dem späten Oligozän, Namilamadeta snideri Rich & Archer, 1979 aus dem späten Oligozän und Wynyardia bassiana Spencer, 1901 aus dem frühen Miozän.